# Bernile Nienau
Bernile Nienau, diminutivo di Rosa Bernhardine Nienau (Dortmund, 20 aprile 1926 – Monaco di Baviera, 5 ottobre 1943), è stata una bambina tedesca di origini ebree, famosa per essere stata un'amica di Adolf Hitler negli anni '30, tanto da essere soprannominata "la bambina del Führer".

## Biografia
Nata a Dortmund come figlia unica di medico morto poco prima della sua nascita e di un'infermiera, trascorse la sua infanzia a Monaco di Baviera. Era ebrea per parte materna.

### La "bambina del Führer"
Il 20 aprile 1933, giorno del compleanno sia di Hitler che suo, su consiglio di sua madre riuscì a mettersi in mostra nel mezzo a una fila di visitatori al dittatore scelti appositamente per recarsi al suo quartier generale.
Da quel momento, iniziò una relazione d'amicizia tra Hitler e lei che fu anche sfruttata ampiamente per scopi propagandistici. Il fotografo personale di Hitler, Heinrich Hoffmann, scattò quasi tutte quelle fotografie, il primo gruppo delle quali venne incluso in un libro del 1934 dal titolo "Jugend um Hitler" ("La gioventù intorno a Hitler").
Negli anni successivi Rosa e il dittatore ebbero un discreto scambio epistolare (di cui si rintracciano 17 lettere nell'archivio federale tedesco datate fino alla fine del 1939) e ci furono pure degli incontri tra i due al Berghof, nonostante egli fosse al corrente dell'origine ebraica di lei.
L'amicizia continuò fino alla primavera del 1938 quando Martin Bormann scoprì le origini della bambina, proibendo lei e sua madre dal frequentare o anche solo scrivere ulteriormente al dittatore. Al fotografo Hoffmann venne intimato di non pubblicare più foto di Hitler che lo ritraessero insieme a lei. Hoffman stesso riferì la cosa al dittatore, il quale replicò: "Sembra che alcune persone abbiano il dono di togliermi ogni gioia".
Divenne in seguito disegnatrice professionale e morì nel 1943 per poliomielite.
Nel 2018 una famosa foto di lei con Hitler - compresa di dedica e autografo - venne venduta negli Stati Uniti all'asta per oltre 11.000 dollari.